# Tınaz
Tınaz ist ein türkischer männlicher Vorname sowie Familienname mit der Bedeutung „Gras- bzw. Heu- oder Strohhaufen“.

## Namensträger

### Vorname
- Tınaz Tırpan (* 1939), türkischer Fußballspieler und -trainer

### Familienname
- İrfan Tınaz (* 1929), ehemaliger türkischer Admiral
- Korhan Tınaz (1950–2016), türkischer Fußballspieler